# Cured
Cured – piąty studyjny album Steve'a Hacketta wydany w 1981 roku. W 2007 r. ukazała się zremasterowana edycja płyty z bonusami.

## Spis utworów
1. „Hope I don’t wake” – 3:47
2. „Picture postcard” – 3:54
3. „Can’t let go” – 5:42
4. „The air conditioned nightmare” – 4:42
5. „Funny feeling” – 4:06
6. „A cradle of swans” – 2:49
7. „Overnight sleeper” – 4:37
8. „Turn back time” – 4:23

bonus na reedycji z 2007 r.:
1. ”Tales of the riverbank” –  – 2:00
2. „Second chance” – 2:00
3. „The Air-conditioned nightmare (live version recorded at The Reading Festival)” – 4:08